# پیدمانت
آسمان خراش ناحیه پیه مونته (ایتالیایی: Gratacielo della Regione Piemonte) یک نهاد سازمانی در شهر تورین و مقر اصلی دفاتر مرکزی و سازمان های ناحیه پیه مونته به غیر از شورای منطقه ایی که در ساختمان درباری لاسکاریس قرار گرفته، مابقی سازمان ها در این برج مستقر هستند. در پی یک مناقصه ی عمومی در تورین در تاریخ ۲۲ نوامبر ۲۰۰۷ توسط ماکسیمیلیان فوکساس  طراحی و توسط دولت منطقه ایی پیه مونته اجرا شده است. در انجام این پروژه ۴۲ طبقه که ۴۱ طبقه آن برای استفاده ی شهری و آخرین طبقه برای فضای سبز معلق پیش بینی شده است.